# Lilly Hafgren-Waag-Dinkela
Lilly Hafgren-Waag-Dinkela, född 7 oktober 1884 i Klara församling i Stockholm, död 27 februari 1965 i Berlin, var en svensk operasångerska, sopran.

## Biografi
Hafgren utbildades i Tyskland och Italien, där hon även vann sina största framgångar. Hon debuterade 1908 i Bayreuth och var engagerad i Mannheim 1908–1912, Berlin 1912–1920 och Milano 1924–1925 samt gästspelade dessutom i ett flertal andra länder – även i Sverige. 
Hon vann särskild uppskattning som Wagnersångerska och framträdde bland annat som Elsa i Lohengrin och Eva i Mästersångarna i Nürnberg i Bayreuth under åren 1908 till 1912. På Stockholmsoperan gjorde hon bland annat Brünhilde, Isolde och Leonore i Fidelio. Sitt sista engagemang hade hon 1933–1934 vid statsoperan i Dresden.

## Diskografi
- Wagner in Stockholm: recordings 1899–1970. Bluebell CD02-2698--2701. 2002. – Innehåll: 16. Ich sah das Kind (Ur: Parsifal)